# Sabethes intermedius
Sabethes intermedius är en tvåvingeart som först beskrevs av Lutz 1904.  Sabethes intermedius ingår i släktet Sabethes och familjen stickmyggor. Inga underarter finns listade i Catalogue of Life.